# Kroaten in Bosnien und Herzegowina
Die Kroaten in Bosnien und Herzegowina bilden eines der drei konstitutiven Völker dieses Staates. Die etwa 545.000 Kroaten machen dabei 15,4 % der Gesamtbevölkerung von Bosnien und Herzegowina aus (Volkszählung 2013).
Seit dem Bosnienkrieg leben mehr Kroaten in der Herzegowina als in Bosnien. Sie sehen sich je nach Landesteil, in dem sie leben, auch als Bosnier oder Herzegowiner. Seit dem Bosnienkrieg (1992–1995) werden sie unabhängig davon in ihrer Gesamtheit vereinfacht auch als Bosnische Kroaten oder Herzegowinische Kroaten bezeichnet.
Die meisten Kroaten leben in den Regionen der westlichen Herzegowina, Westbosniens, Zentralbosniens und in der Posavina. Der Hauptort der Kroaten ist Mostar, die Stadt mit den meisten kroatischen Einwohnern im Staat und gleichzeitig das politische und kulturelle Zentrum der Herzegowina.

## Geografische Verteilung

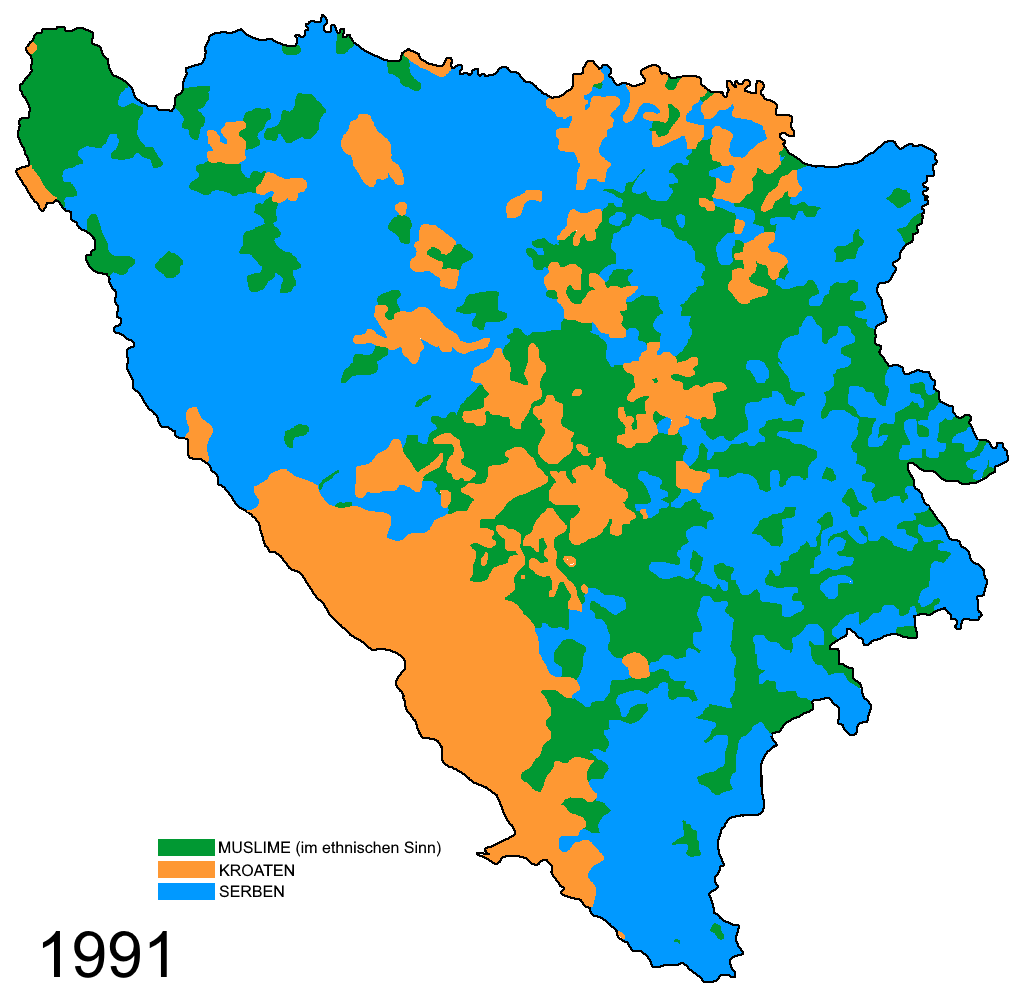
Vereinfachte Darstellung der ethnischen Verhältnisse vor dem Bosnienkrieg (1991)

Aufgrund der Kriegseinwirkungen und den damit verbundenen ethnischen Säuberungen im Bosnienkrieg lebt heute der Großteil der Kroaten auf dem Gebiet der Föderation Bosnien und Herzegowina (sogenannte „Bosniakisch-Kroatische Föderation“), einer der beiden Entitäten des Staates Bosnien und Herzegowina. Hier bezeichneten sich 2013 497.883 von 2.219.220 Einwohnern als Kroaten (22,4 %). In der Republika Srpska lebten 29.645 Kroaten (2,41 %), im Brčko-Distrikt weitere 17.252 (20,66 %).
In folgenden Gemeinden bilden die Kroaten die absolute Bevölkerungsmehrheit (absteigend nach Bevölkerungsanteil 2013): Dobretići (99,8 %), Posušje (99,7), Široki Brijeg (99,6), Grude (99,5), Čitluk (98,7), Neum (97,6), Domaljevac-Šamac (97,1), Ljubuški (96,8), Usora (92,3), Tomislavgrad (91,8), Kupres (88,5), Orašje (87,3), Livno (85,8), Ravno (81,8), Kreševo (78,7), Čapljina (78,5), Prozor-Rama (74,9), Odžak (61,7), Žepče (58,9), Stolac (58,5), Kiseljak (57,1) und Vitez (55,5).
Die größte Gruppe, jedoch nicht die absolute Mehrheit stellen die Kroaten des Weiteren in Busovača (49,5) und Mostar (48,4). Nennenswerte kroatische Bevölkerungsanteile haben zudem die Gemeinden Novi Travnik (46,2), Jajce (46,1), Gornj Vakuf-Uskoplje (41,4), Pelagićevo (35,4), Vareš (31,7), Fojnica (29,7) und Travnik (28,2).
In Sarajevo leben insgesamt etwa 17.000 Kroaten.

## Geschichte

### Osmanisches Reich

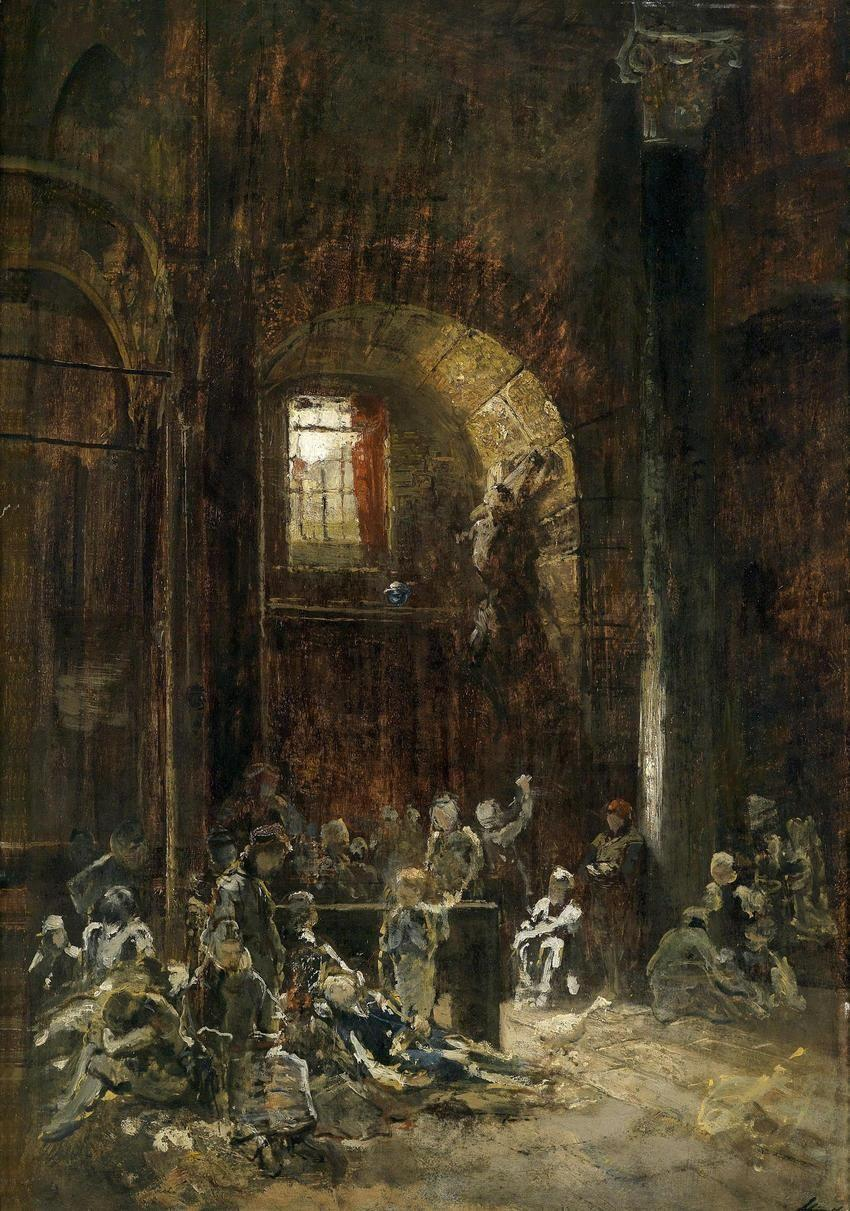
Kroatische Flüchtlinge suchen während des österreichischen Okkupationsfeldzuges in Bosnien Zuflucht in der Kathedrale von Split (Emil Jakob Schindler, um 1888).

Das Osmanische Reich eroberte das Königreich Bosnien im Jahr 1463. Ein immer kleiner werdendes Kernstück des Herzogtums der Herzegowina hielt sich nach 1463 gegen die Osmanen und wurde erst im Jahr 1465 größtenteils durch das Osmanische Reich erobert.
Zur Zeit der osmanischen Herrschaft verließ ein Teil der katholischen Einwohner Bosnien und Herzegowina und siedelte sich in den zu Österreich-Ungarn und der Republik Venedig gehörenden Gebieten Kroatien-Slawoniens und Dalmatiens an.
Im Jahr 1878 kam Bosnien-Herzegowina durch den Berliner Kongress unter österreichisch-ungarische Verwaltung und wurde schließlich 1908 von Österreich-Ungarn annektiert, was die Bosnische Annexionskrise auslöste.

### Sozialistisches Jugoslawien
Während des Zweiten Jugoslawien (1945–1991) sank die Zahl der Kroaten in der Teilrepublik Bosnien und Herzegowina um etwa ein Viertel.
Zwischen November 1965 und Februar 1966 führte eine Arbeitsgruppe des Zentralkomitees des Bundes der Kommunisten von Bosnien und Herzegowina eine Untersuchung durch. Diese stellte fest, dass die überwiegend von Kroaten bewohnte westliche Herzegowina die wirtschaftlich rückständigste und nationalpolitisch problematischste Region in Bosnien und Herzegowina geblieben war. Wirtschaftlich rückständig, da in dieser Region das Wachstum des Pro-Kopf-Einkommens zwischen 1956 und 1964 nur 10,5 % betrug, im Gegensatz zum gesamten Bosnien und Herzegowina mit 12,2 % und dem gesamten Jugoslawien mit 13,7 %. Gleichzeitig war die West-Herzegowina mit 232 Personen auf 100 Hektar bebauter Landfläche überbevölkert (in Bosnien und Herzegowina 180 und in Jugoslawien 160 Personen). Nationalpolitisch problematisch, da Gedenkstätten des Terrors während des Zweiten Weltkriegs nur für die meist serbischen Opfer der Ustascha und nicht für die meist muslimischen und kroatischen Opfer der Tschetniks errichtet wurden. An den dortigen Schulen wurden eine ganze Anzahl meist serbischer und montenegrinischer Lehrkräfte eingesetzt, die nicht bereit waren, sich dem gesellschaftlichen Milieu anzupassen. Ebenso wurden in der Nachkriegszeit nur in der mehrheitlich von Serben bewohnten Ost-Herzegowina neue Mittelschulen eröffnet. Das verbitterte viele Kroaten aus der Herzegowina und machte sie empfindsamer für nationalemanzipatorische Prozesse in Kroatien wie den „Kroatischen Frühling“, aber auch die Propaganda der kroatischen politischen Emigration. In der Folge verließen viele Kroaten die Herzegowina und auch Bosnien, um nach Kroatien oder als „Gastarbeiter“ in das westliche Ausland auszuwandern.
Bei der Volkszählung von 1991 zählten sich noch 17,3 % der Bevölkerung zu den Kroaten.

### Bosnienkrieg
Während des Zerfalls Jugoslawiens Anfang der 1990er-Jahre beteiligten sich viele Kroaten aus Bosnien-Herzegowina als Freiwillige am 1991 ausgebrochenen Kroatienkrieg.
Unter dem Eindruck des Kroatienkrieges bildete sich unmittelbar vor Beginn des Bosnienkriegs (1992–1995) der Kroatische Verteidigungsrat (HVO), aus selbstorganisierten paramilitärischen Einheiten von kroatischen Freiwilligen. Im Bosnienkrieg versuchten die Kroaten mit der Kroatischen Republik Herceg-Bosna (HRHB) einen eigenen (Teil-)Staat zu schaffen oder den Anschluss an die Republik Kroatien zu erreichen. Je nach Quellenangabe flohen oder übersiedelten zwischen 150.000 und 200.000 Kroaten während des Bosnienkrieges nach Kroatien. Nach Kriegsende kehrten viele kroatische Vertriebene nicht in ihre Heimatorte zurück, besonders nicht in der Posavina mit ihren geplünderten und niedergebrannten Ortschaften. Der Wiederaufbau geht nur schleppend voran und Entschädigungszahlungen wurden bisher nicht geleistet.

## Kultur

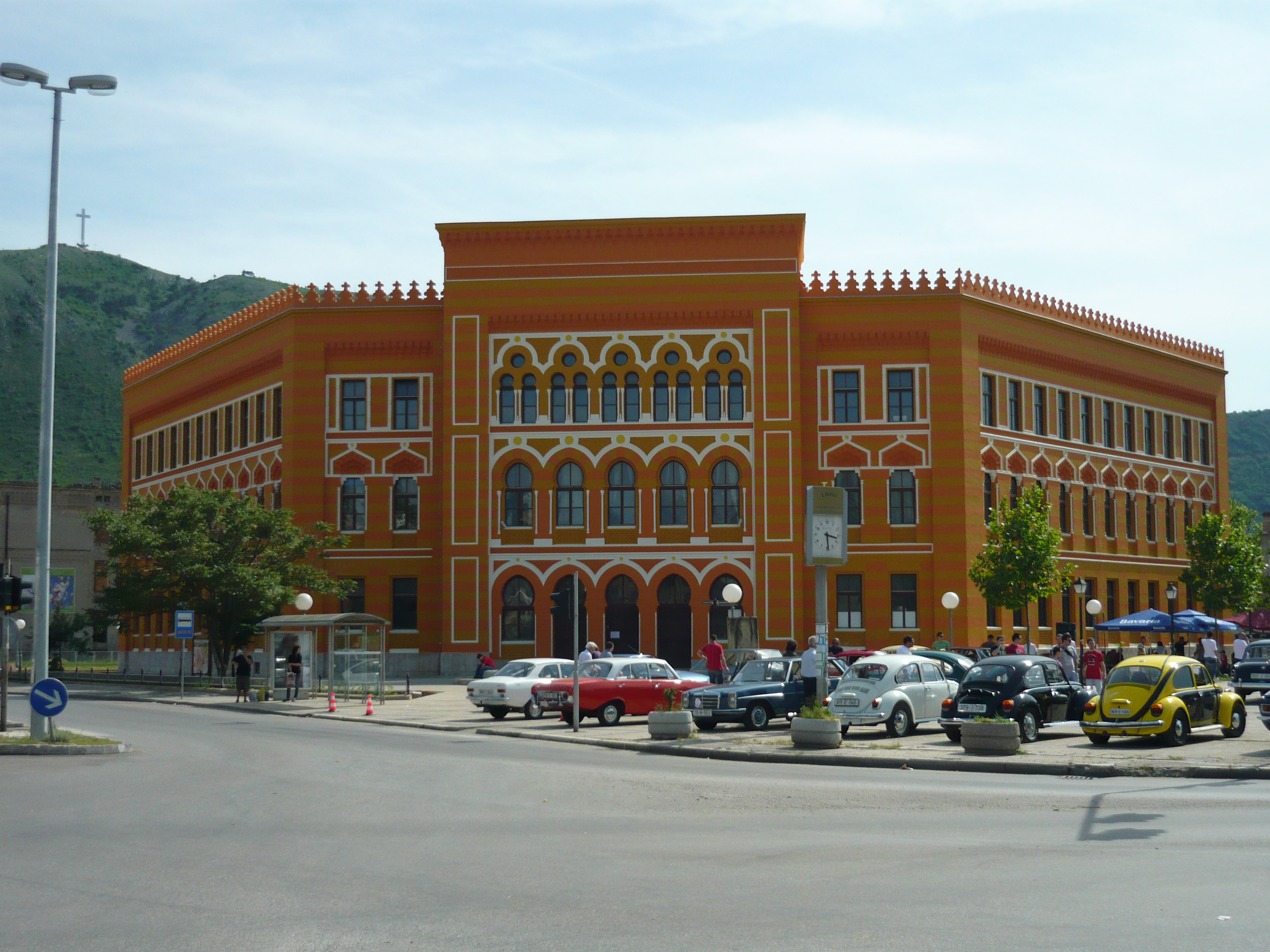
Altes Gymnasium (West-Mostar)

### Sprache
Die meisten Kroaten in Bosnien und Herzegowina verwenden als Standard die kroatische Sprache. Gesprochen wird sowohl der ijekavische als auch der ikavische Dialekt der Štokavischen Dialektgruppe.
Kroatische Schulkinder haben einen Anspruch auf Schulunterricht in Kroatisch. Es existiert ein eigenes Fernsehprogramm in kroatischer Sprache.

### Institutionen
Eine der bedeutendsten kulturellen Institutionen für die Kroaten in Bosnien und Herzegowina ist die Kroatische Kulturgesellschaft Napredak.
Die Universität Mostar ist das einzige Bildungsinstitut in Bosnien und Herzegowina, in dem Vorlesungen in kroatischer Sprache gehalten werden. Viele Kroaten des Landes besuchen jedoch Universitäten in Kroatien, wobei die Universität Zagreb die begehrteste ist.
Gegenwärtig gibt es zwei kroatische Musikfestivals im Land: Das Ethnofest Neum und Melodije Mostara. Bei diesen Festivals treten regelmäßig die besten kroatischen Künstler des Landes auf.

### Religion

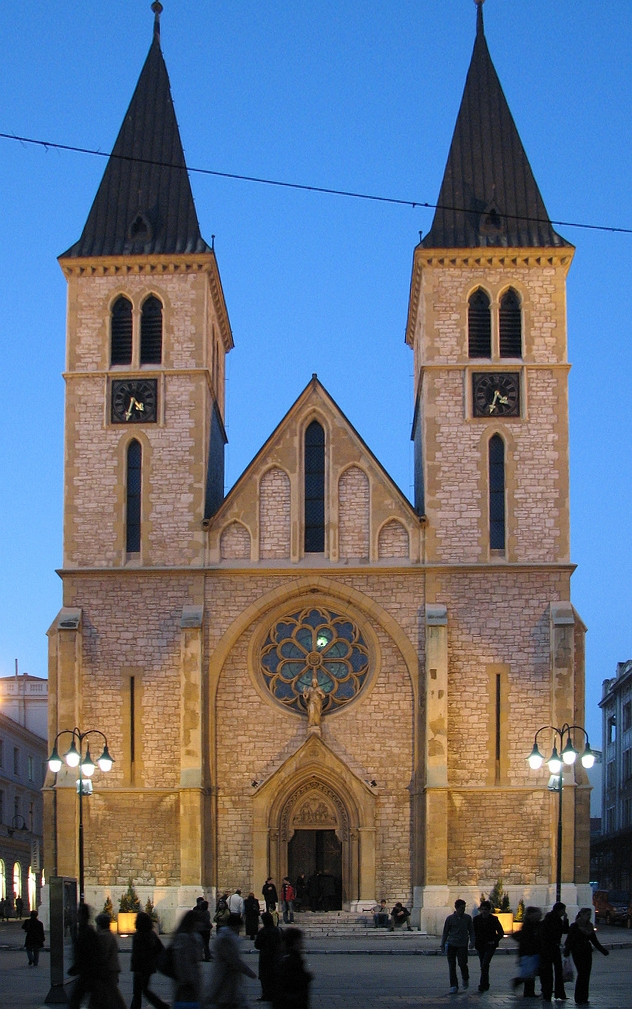
Römisch-katholische Kathedrale von Sarajevo

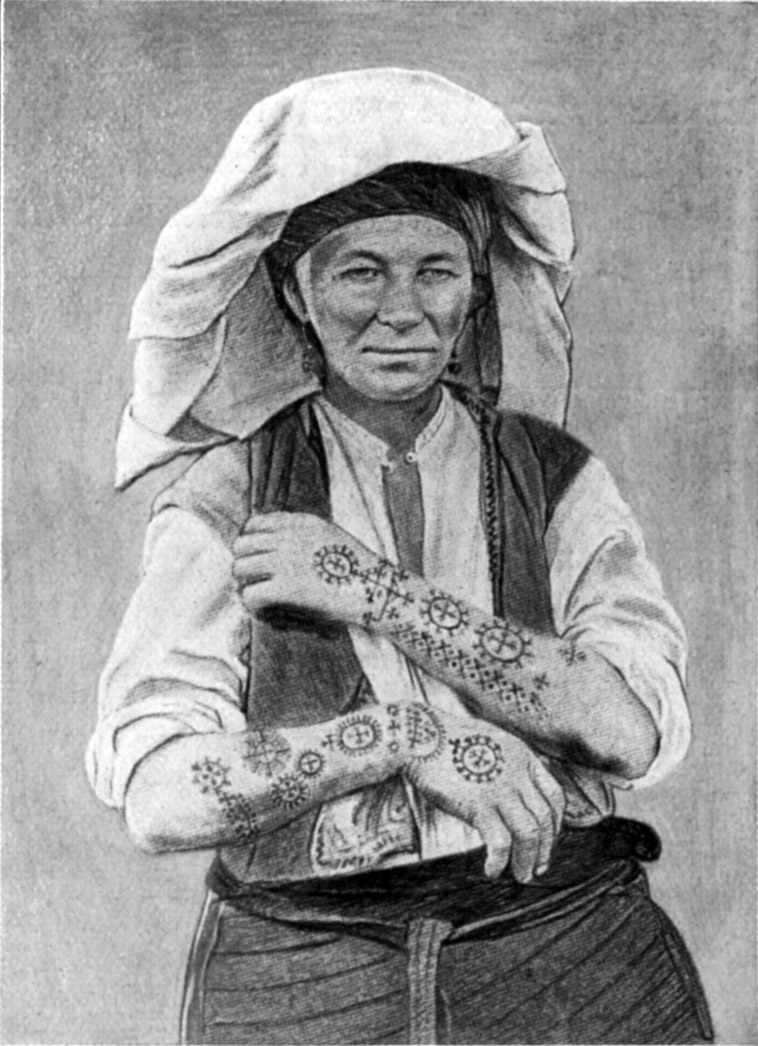
Kroatin aus dem Lašvatal in Zentralbosnien in Tracht und mit typischen bocanje (1896).

Die überwiegende Mehrheit der Kroaten gehört der Römisch-katholischen Kirche in Bosnien und Herzegowina an. Diese ist in das Erzbistum Vrhbosna mit dem Bistum Banja Luka, dem Bistum Mostar-Duvno, dem Bistum Trebinje-Mrkan und dem Bistum Skopje gegliedert.
In Međugorje befindet sich ein bedeutender Wallfahrtsort, der jährlich von über einer Million Pilger aus aller Welt besucht wird. Die Marienerscheinungen in Međugorje sind kirchenintern durchaus umstritten.
Die Franziskaner in Bosnien bildeten über Jahrhunderte hinweg die religiöse Grundstütze der Katholiken in Bosnien und Herzegowina und trugen durch das Eintreten für die Katholiken, vor allem unter der osmanischen Herrschaft zum Fortbestand der Katholischen Kirche und zur Identitätsfindung der Kroaten in diesen Gebieten bei.
Als bocanje (auch bockanje, badanje, sicanje oder šaranje) bezeichnet man die traditionellen Tätowierungen die bei den römisch-katholischen Kroaten bis etwa Mitte des 20. Jahrhunderts vor allem in Zentralbosnien und seltener auch in der Herzegowina weit verbreitet waren. Insbesondere Frauen aber auch Männer ließen sich an christlichen Feiertagen an den Fingern, Händen, Unter- und Oberarmen, der Brust und seltener auch auf der Stirn tätowieren. In geringerem Maße kamen diese Tätowierungen auch bei den Kroaten in Turopolje und Dalmatien vor.

## Politik
Die bedeutendsten Parteien der Kroaten in Bosnien und Herzegowina sind die Kroatische Demokratische Union in Bosnien und Herzegowina, die Kroatische Demokratische Union 1990 und die Kroatische Partei des Rechts in Bosnien und Herzegowina.
Die Kroaten stellen ein Präsidiumsmitglied auf Staatsebene. Seit der Wahl 2014 hat dieses Amt der Vorsitzende der HDZ in Bosnien und Herzegowina, Dragan Čović, inne. Zuvor war von 2006 bis 2014 der Vertreter der multiethnischen SDP Željko Komšić kroatisches Mitglied des Staatspräsidiums. Vertreter der bei der Wahl unterlegenen nationalkroatischen Parteien, u. a. der HDZ, zweifelten die Rechtmäßigkeit der Wahl an, da der bekennende Atheist Komšić angeblich hauptsächlich von der bosniakischen Mehrheitsbevölkerung in der Föderation Bosnien und Herzegowinas direkt, und somit nicht durch die konstitutive kroatische Bevölkerung von Bosnien und Herzegowina gewählt worden sei.

## Symbole

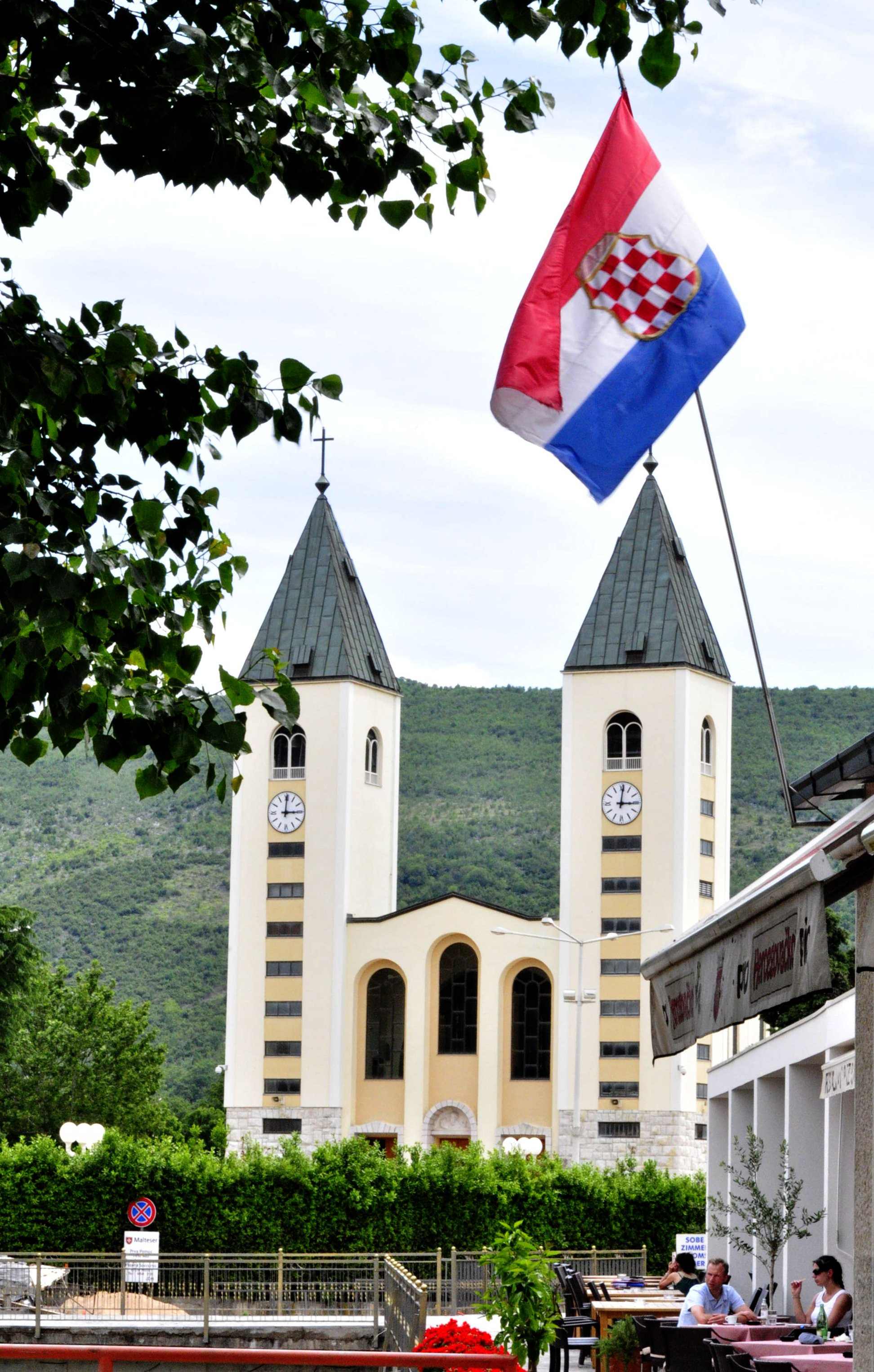
Gehisste Flagge in Međugorje (2010)

Seit dem Bosnienkrieg werden von den Kroaten in Bosnien und Herzegowina allgemein die Symbole der Kroatischen Republik Herceg-Bosna verwendet. Die Kantone Westherzegowina und Westbosnien verwenden offiziell diese Symbole.

### Wappen

Wappen

Das Wappen ist eine Abwandlung des historischen kroatischen Wappens und besteht aus 25 rot-silbern geschachten Feldern, beginnend mit einem roten Feld. Das Wappenschild hat die Form eines deutschen Renaissance-Rundschilds und ist in Gold ausgeführt. Im oberen Feld des Wappenschilds ist das Kroatische Flechtwerk abgebildet.
Das Wappen findet sich in dieser Variante erstmals bei den ersten Polizeieinheiten der Republik Kroatien (Prvi hrvatski redarstvenik), die in Kroatien und den kroatischen Gebieten Bosnien-Herzegowinas gebildet wurden und dieses von Herbst 1990 bis Anfang 1991 (noch von einem Strahlenkranz umgeben) als Mützenabzeichen trugen. Auch in anderen Flaggen Bosnien-Herzegowinas findet man das kroatische Wappen.

### Flagge

Flagge

Die rot-weiß-blaue Trikolore zeigt das genannten Wappenschild. Zwar wurde am 5. November 1996 eine Flagge für die nachfolgende Föderation Bosnien und Herzegowina eingeführt, doch wird die Flagge weiterhin de facto von den Kroaten in Bosnien-Herzegowina verwendet.

## Persönlichkeiten

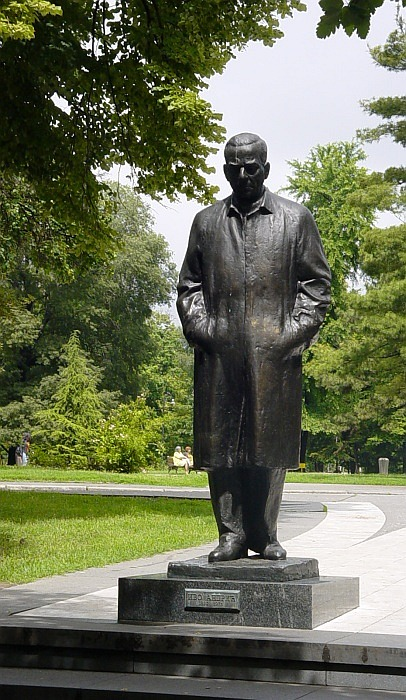
Denkmal für Ivo Andrić in Belgrad (Serbien)

Zahlreiche bekannte kroatische Persönlichkeiten wurden in Bosnien und Herzegowina geboren. Einige der bedeutendsten sind:
- Diva Grabovčeva († um 1680), legendäre katholische Märtyrerin
- Ivan Bušić Roša (um 1745–1783), Heiduck
- Grgo Martić (1822–1905), Franziskaner, Schriftsteller, Übersetzer und Politiker
- Andrijica Šimić (1833–1905), letzter kroatischer Heiducke
- Ivan Musić (1848–1888), Anführer des Herzegowinischen Aufstands 1875–1878
- Silvije Strahimir Kranjčević (1865–1908), Schriftsteller und bedeutender Dichter des Realismus
- Ivo Pilar (1874–1933), Rechtsanwalt, Politikwissenschaftler, Historiker, Soziologe, Ökonome, Publizist, Politiker und Begründer der kroatischen Geopolitik
- Dominik Mandić (1889–1973), Franziskaner, Historiker und Politiker
- Ivo Andrić (1892–1975), Schriftsteller, Diplomat, Politiker und Preisträger des Nobelpreis für Literatur
- Miroslav Navratil (1893–1947), österreich-ungarisches Fliegerass des Ersten Weltkriegs
- Peter Tomich (geb. als Petar Herceg „Tonić“; 1893–1941), US-Marineinfanterist und Träger des höchsten US-amerikanischen Militärordens Medal of Honor
- Ivan Merz (1896–1928), Seliger der römisch-katholischen Kirche
- Antun Branko Šimić (1898–1925), Dichter und Schriftsteller
- Vladimir Prelog (1906–1998), Chemiker und Preisträger des Nobelpreis für Chemie
- Ivan Softa (1906–1945), Schriftsteller und Kulturfunktionär
- Cvitan Galić (1909–1944), hochdekoriertes Fliegerass des Zweiten Weltkriegs
- Miroslav Blažević (1935–2023), ehemaliger Trainer der kroatischen und bosnisch-herzegowinischen Fußballnationalmannschaft
- Ljerka Njerš (* 1937), Keramikerin und Malerin
- Mate Boban (1940–1997), führender Politiker während des Bosnienkrieges
- Blago Zadro (1944–1991), Politiker und Militär im Kroatienkrieg
- Gojko Šušak (1945–1998), kroatischer Verteidigungsminister während des Kroatien- und Bosnienkriegs
- Milan Bandić (1955–2021), Politiker und Oberbürgermeister von Zagreb
- Jozo Radoš (* 1956), Politiker, Parlamentsmitglied und ehemaliger Verteidigungsminister Kroatiens
- Ivan Šuker (1957–2023), Abgeordneter der Kroatischen Parlaments sowie Finanzminister Kroatiens (2003–2010) und Präsident des kroatischen Basketballverbandes
- Jasmin Repeša (* 1961), ehemaliger Nationaltrainer der kroatischen Basketballnationalmannschaft
- Vladimir Petković  (* 1963), ehemaliger Fußballspieler und heutiger Fußballtrainer der Schweizer Fussballnationalmannschaft
- Boris Novković (* 1967), Sänger und Komponist; mehrfacher Teilnehmer des Eurovision Song Contest
- Tomislav Miličević (* 1979), Musiker der US-amerikanischen Rock-Band 30 Seconds to Mars
- Vedran Ćorluka (* 1986), Fußballnationalspieler Kroatiens
- Dejan Lovren (* 1989), Fußballnationalspieler Kroatiens
- Ante Budimir (* 1991), Fußballnationalspieler Kroatiens
- Mladen Petrić (* 1981),  ehemaliger Fußballnationalspieler Kroatiens
- Nikica Jelavić (* 1985), ehemaliger Fußballnationalspieler Kroatiens
- Josip Šutalo (* 2000), Fußballnationalspieler Kroatiens
- Dragan Bender (* 1997), kroatischer Basketballspieler
- Davor Brajkovic (* 1995), bosnisch-kroatischer Fußballspieler
- Nikola Prce (* 1980), bosnisch-herzegowinischer Handballspieler
- Nino Bule (* 1976), ehemaliger Fußballnationalspieler Kroatiens

## Galerie

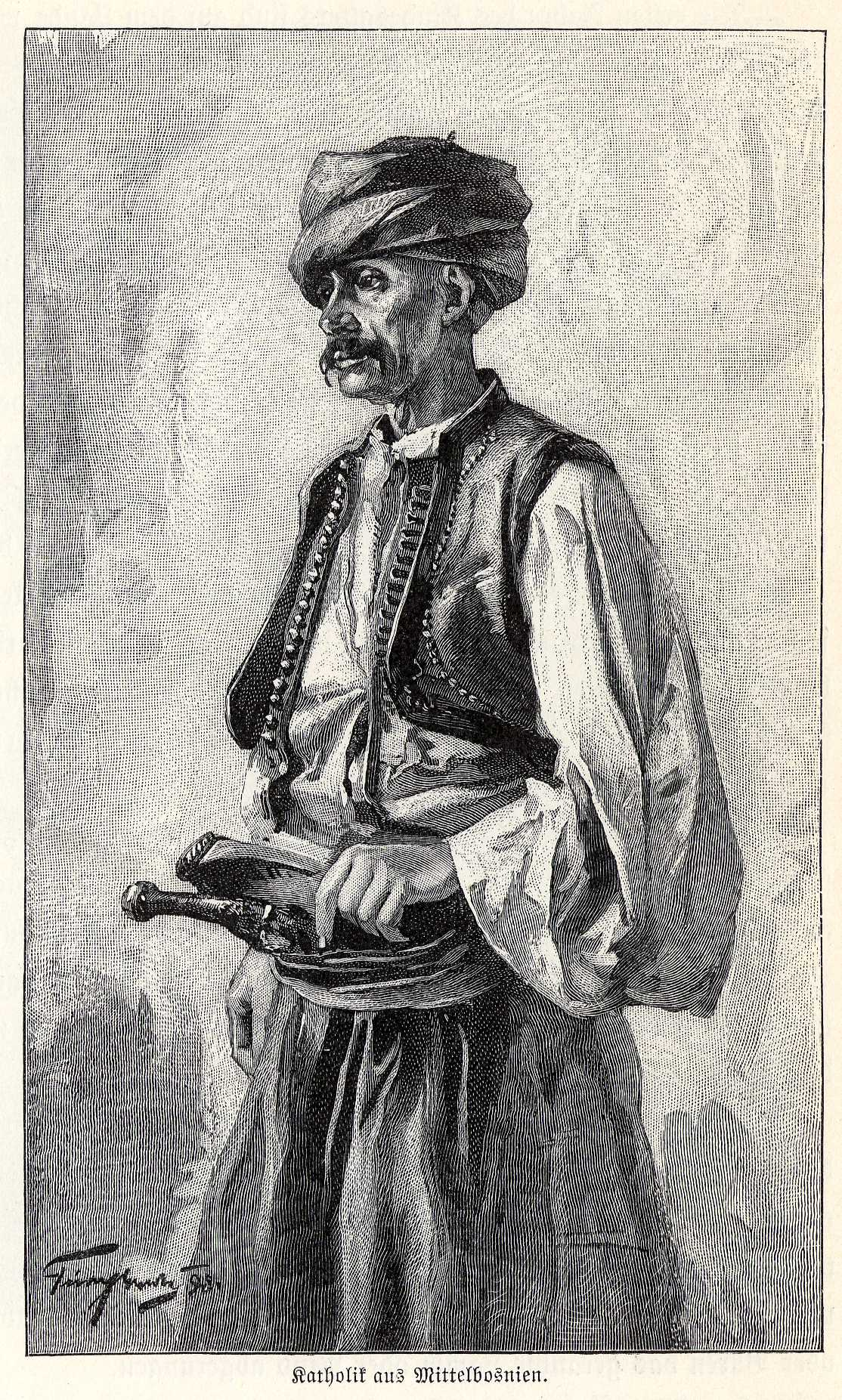
Kroate aus Mittelbosnien (1901)
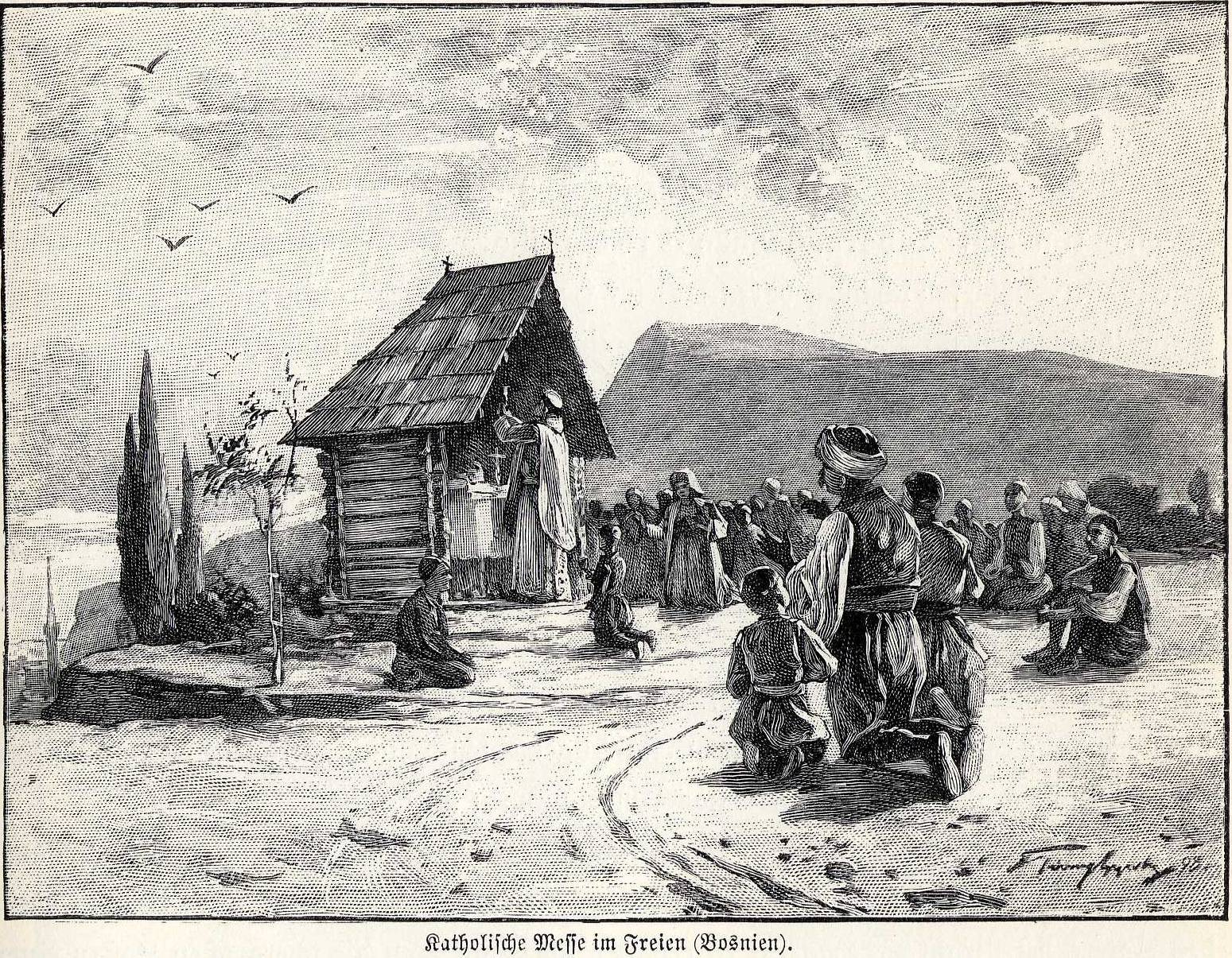
Kroaten in Bosnien  feiern die Heilige Messe unter freiem Himmel (1901)
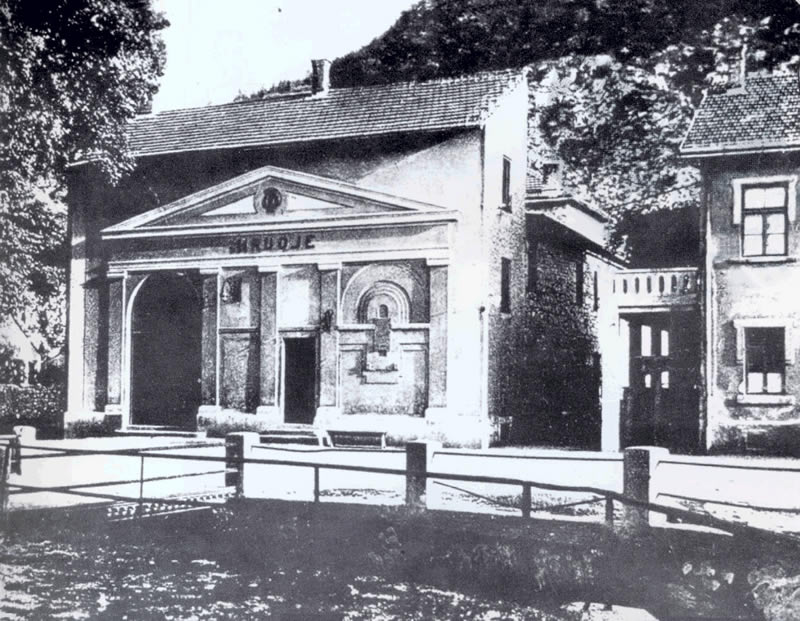
Gebäude des Kroatischen Kulturbundes „Hrvoje“ in Mostar (1905)
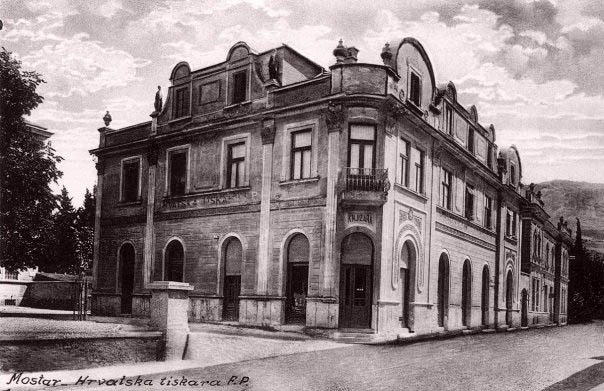
Erste kroatische Druckerei in Mostar (1920)
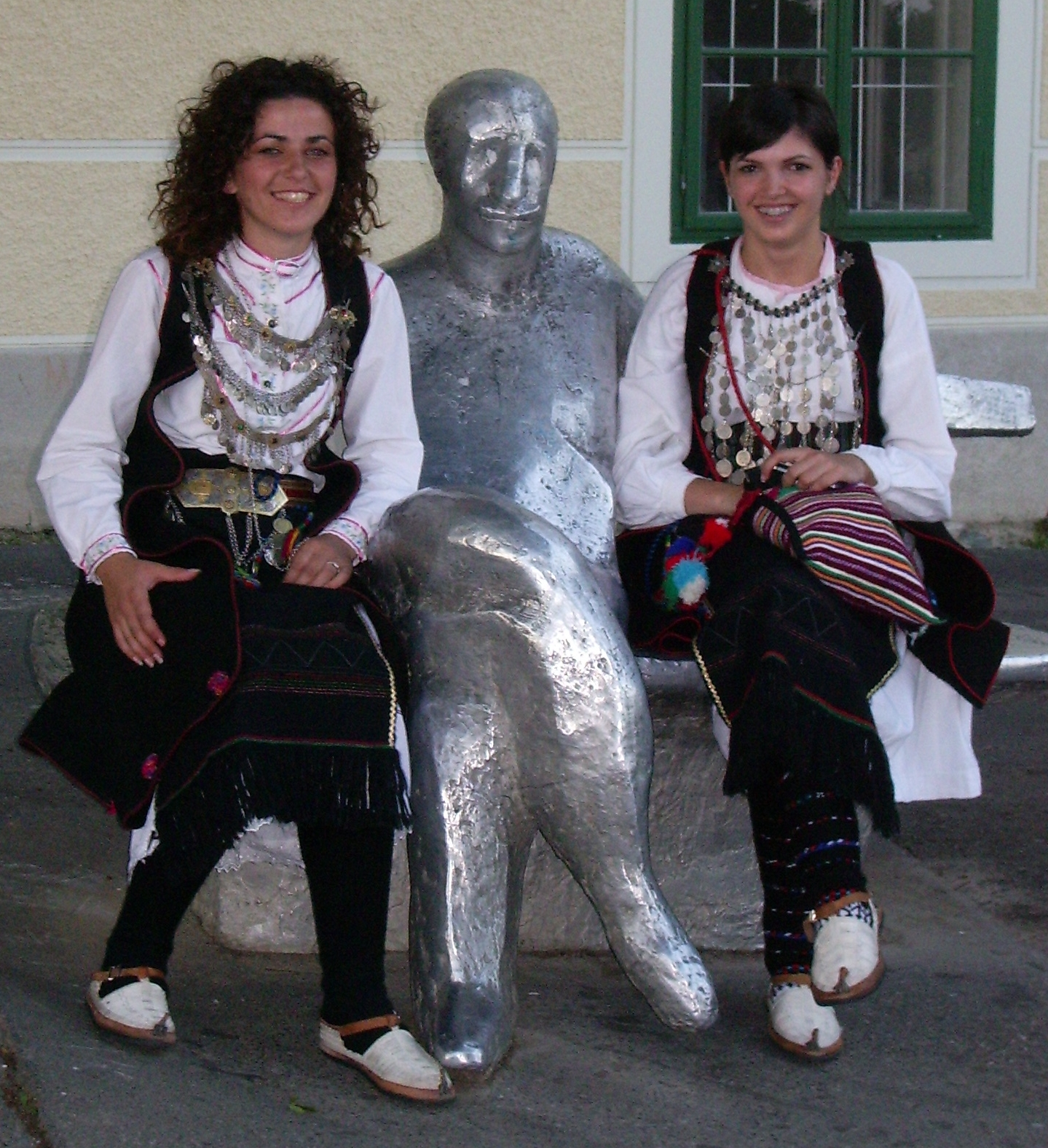
Kroatische Volkstracht aus Tomislavgrad (Herzegowina)
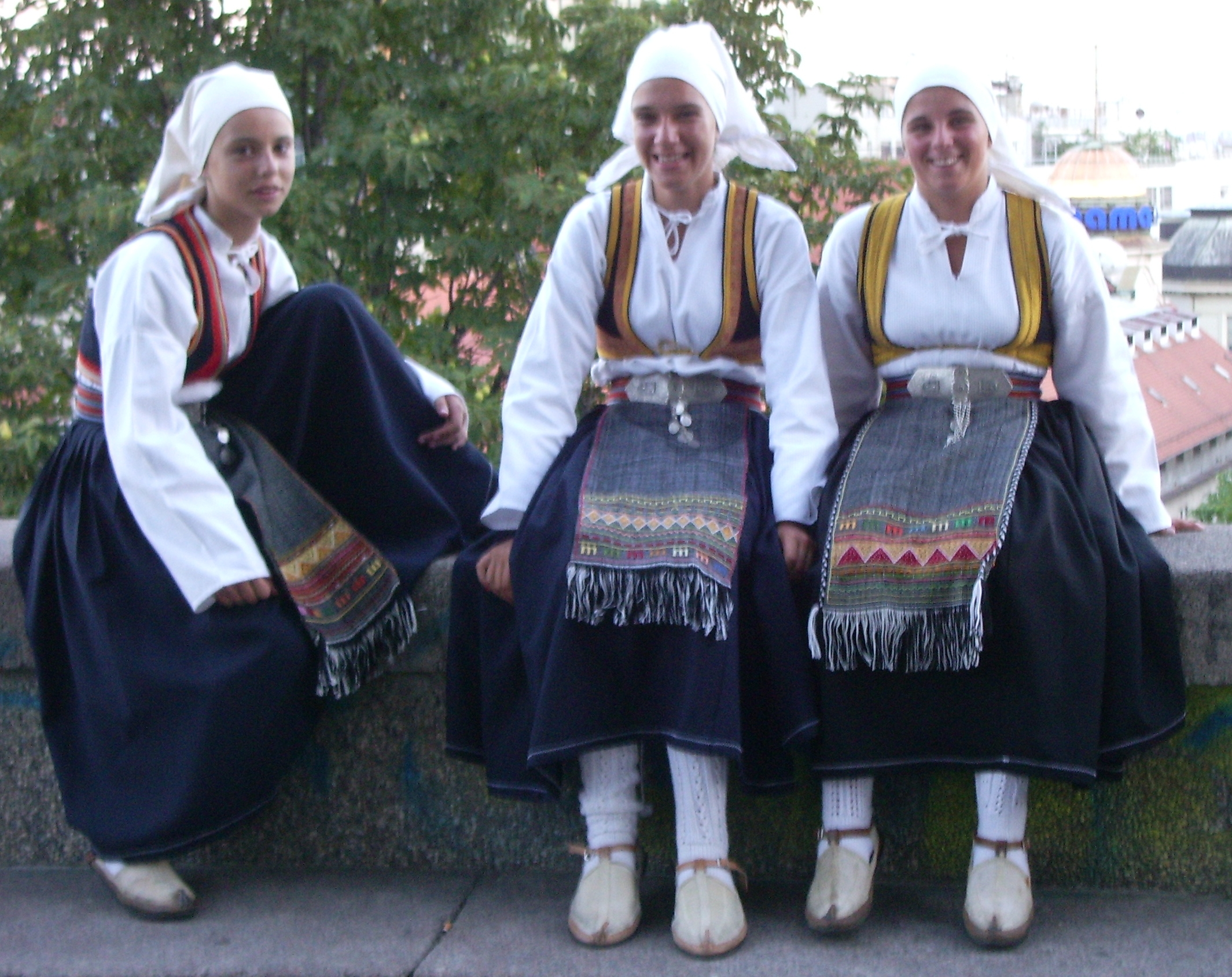
Kroatische Volkstracht aus Neum (Herzegowina)